# U-1202
Unterseeboot 1202 foi um submarino alemão do Tipo VIIC, pertencente a Kriegsmarine que atuou durante a Segunda Guerra Mundial.

## Comandantes
| Comandante          | Data                                      |
| ------------------- | ----------------------------------------- |
| Kptlt. Rolf Thomsen | 27 de janeiro de 1944 - 9 de maio de 1945 |

## Subordinação
Durante o seu tempo de serviço, esteve subordinado às seguintes flotilhas:
| Período                                      | Flotilha                                   |
| -------------------------------------------- | ------------------------------------------ |
| 27 de janeiro de 1944 - 31 de agosto de 1944 | 8. Unterseebootsflottille (treinamento)    |
| 1 de setembro de 1944 - 8 de maio de 1945    | 11. Unterseebootsflottille (serviço ativo) |